# Adejeania aurea
Adejeania aurea là một loài ruồi trong họ Tachinidae.